# Ugly Kid Joe
Ugly Kid Joe er en amerikansk hardrock-gruppe fra Isla Vista, Californien. Gruppen blev dannet i 1989. Bandet gik i opløsning i 1997 og blev genforenet i 2010.
Deres bedst sælgende album er As Ugly as They Wanna Be (1991) og America's Least Wanted (1992).
I 2015 udgav de EP'en Stairway to Hell, der i 2016 blev efterfulgt af albummet Uglier Than They Used Ta Be.

## Medlemmer

### Nuværende medlemmer
- Whitfield Crane – forsanger (1987–1997, 2010–nu)
- Klaus Eichstadt – guitar, baggrundsvokal (1987–1997, 2010–nu)
- Cordell Crockett – bas, baggrundsvokal (1991–1997, 2010–nu)
- Dave Fortman – guitar, baggrundsvokal (1992–1997, 2010–nu)
- Zac Morris – trommer, percussion (2021–nu)

### Tidligere medlemmer
- Eric Phillips – guitar (1987–1989)
- Roger Lahr – guitar, baggrundsvokal (1989–1992)
- Phil Hilgaertner – bas, baggrundsvokal (1987–1991)
- Jonathan Spaulding – trommer (1987–1989)
- Mark Davis – trommer, percussion (1989–1993)
- Bob Fernandez – trommer, percussion (1994)
- Shannon Larkin – trommer, percussion (1994–1997, 2010–2021)

## Diskografi
- America's Least Wanted (1992)
- Menace to Sobriety (1995)
- Motel California (1996)
- Uglier Than They Used ta Be (2015)
- Rad Wings of Destiny (2022)